# Mercedes de Vargas de Chambo
Mercedes de Vargas de Chambó (Alicante, 1800 - junio de 1891) fue una poetisa y articulista española del siglo XIX. Perteneció a lo logia masónica “Constante Alona” y consiguió acceder al 3º Grado masónico.

## Biografía
Se conocen pocos datos biográficos. Tuvo un papel destacado en la masonería de la zona levantina, donde ingresó en la logia "Constante Alona" y utilizó el sobrenombre de Juana de Arco. En dicha agrupación masónica alcanzó el Grado 3, y consiguió la afiliación de la escritora Rosario de Acuña.
La logia Constante Alona apoyó el «Congreso Femenino Nacional» que se celebró en Palma de Mallorca. Dicho congreso encargó a Mercedes de Vargas la redacción de una circular de adhesión:
```
             
“¡La mujer! ese conjunto de nobles cualidades, de pasiones generosas;

             dispuesta siempre al sacrificio, a la abnegación, a la indulgencia; dándole al
             hombre como madre la vida, con exposición de la suya; como esposa, su
             alma entera, como hija la consideración y respeto”.
[
2
]
```

De Vargas, mostraba en sus discursos masónicos una tendencia a situar el elemento femenino en subordinación al masculino. La mujer aparece en ellos con una actitud pasiva y receptora. Se traslucen en sus escritos un sentido de la mujer como subordinada a sus relaciones familiares como madre, esposa e hija. Para ella, la función de madre estaba implícita en la naturaleza femenina, una naturaleza que determinaba y limitaba el papel social de las mujeres en nuestra sociedad. La personalidad femenina quedaba diluida en su dimensión de madre y esposa; solo así revivía y era útil socialmente a través de sus seres queridos. Mercedes de Vargas decía:
```
               
“la mujer masona debe hacer de su casa un templo donde se rinda ferviente

               culto a la virtud y a la razón; educando a sus hijos de un modo tal, que sean
               la columna más firme de la civilización y del progreso humano”
[
2
]
```

También defendía la educación de las mujeres. Abogaba por una instrucción de mujeres con previa autorización de los hombres, siendo estos quienes, los que deben tomar la iniciativa en la formación femenina. Según ella, la educación de las mujeres no solo era bueno para las propias mujeres, sino que supondría un gran beneficio tanto para las familias como para los maridos; por ese motivo, los hombres debían apoyar y mejorar la educación que recibían las mujeres.
```
                
“El hombre es el primero a quien debe interesar que la educación de las

                 mujeres sea una verdad; pero una educación seria, práctica, inteligente y
                 razonada para que pueda servir de sólida base a las virtudes públicas y
                 privadas, y que como hija, esposa y madre ocupe el lugar que le
                 corresponde en la sociedad y en la familia”.
```

Su discurso construido desde lo que hoy podríamos denominar como “feminismo de la diferencia” consideraba cualidades propias y diferentes de cada sexo:
```
                  
“El hombre y la mujer muestran cualidades y defectos totalmente opuestos

                  entre sí: el hombre se deja guiar más por el cálculo y el interés personal; la
                  mujer por la pasión y el sentimiento; el uno juzga por instinto, el otro por
                  reflexión; el comprende la verdad, ella la siente y adivina».
```

Mercedes de Vargas defendía una revolución en la conciencia religiosa, el acceso a la instrucción liberal y con ello un espacio de autoridad compartida en el hogar desde donde regenerar la sociedad. Asumió su compromiso con las virtudes básicas del código moral e intelectual de la masonería. Adoptó un papel subordinado en una organización que reproduce en su seno la desigualdad de trato al otro sexo, relegado a las "cámaras de adopción”.
De Vargas tomó parte en el famoso homenaje que los escritores y artistas españoles rindieron al actor Rafael Calvo en el teatro Calvo-Vico de la Barcelona; según la crónica que publicó el rotativo El Resumen (15 de septiembre de 1888) leyó algunos de sus poemas.
Gran amiga de la poetisa hispano-cubana Gertrudis Gómez de Avellaneda, le dedicó un poema elegíaco publicado en las páginas de El Correo de la Moda (26 de abril de 1873) cuyo comienzo era "Hoy más que nunca envidio tu talento...". Publicó artículos en otros periódicos y revistas, como La Moda Elegante, donde publicó un poema titulado "Serenata" ("Luz de mis ojos, niña galana...", 14 de mayo de 1875), La Elegancia y La Humanidad (órgano oficioso de la logia masónica a la que pertenecía).

## Obras
- Ensayos poéticos, Imp. De Antonio Romaní e Hijo, 1865.
- A su memoria. Colección de artículos y poesías. Barcelona, Est. Tip. De B. Baseda, 1892.